# St-Pierre (Longvilliers, Yvelines)

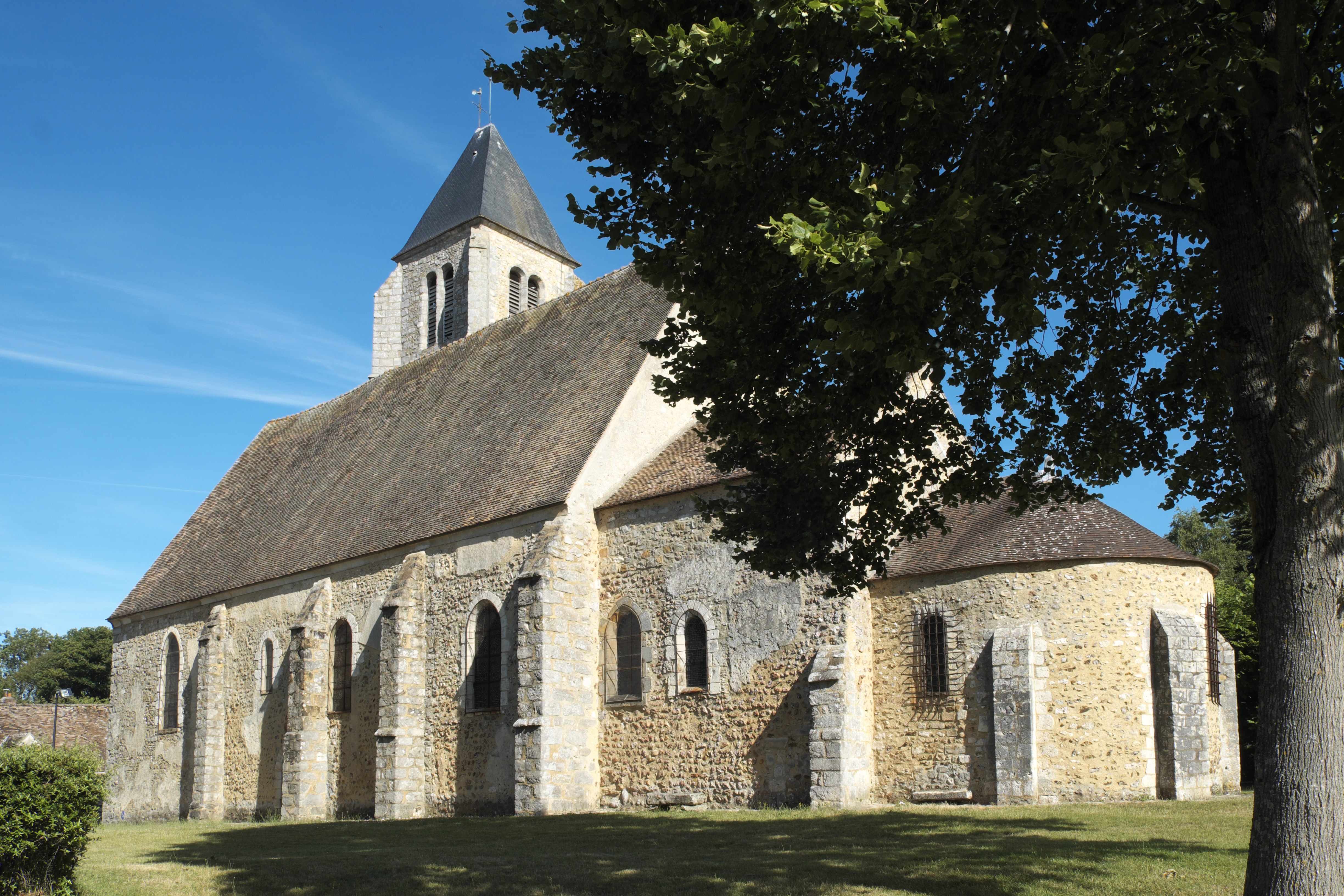
Pfarrkirche Saint-Pierre

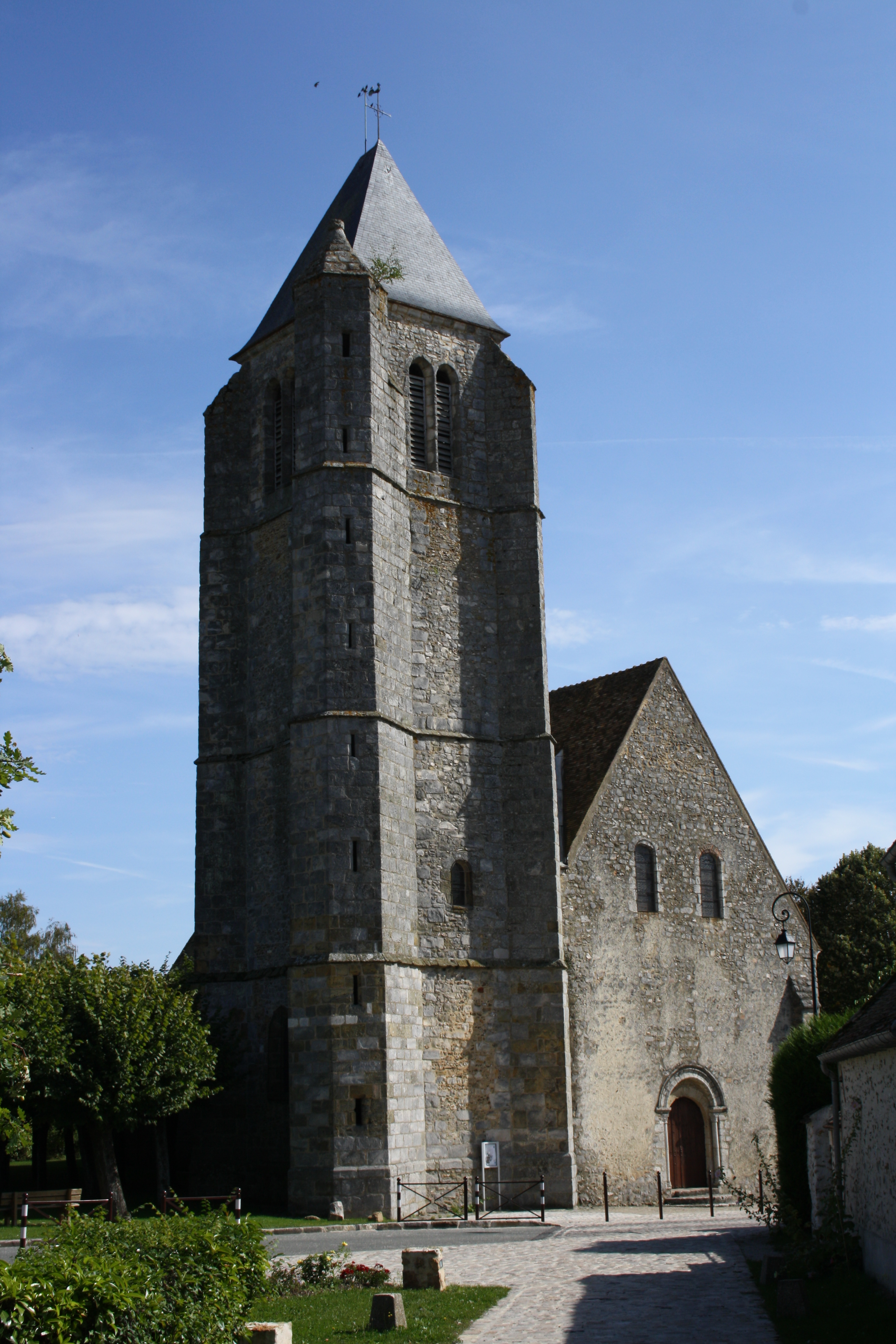
Glockenturm und Westfassade

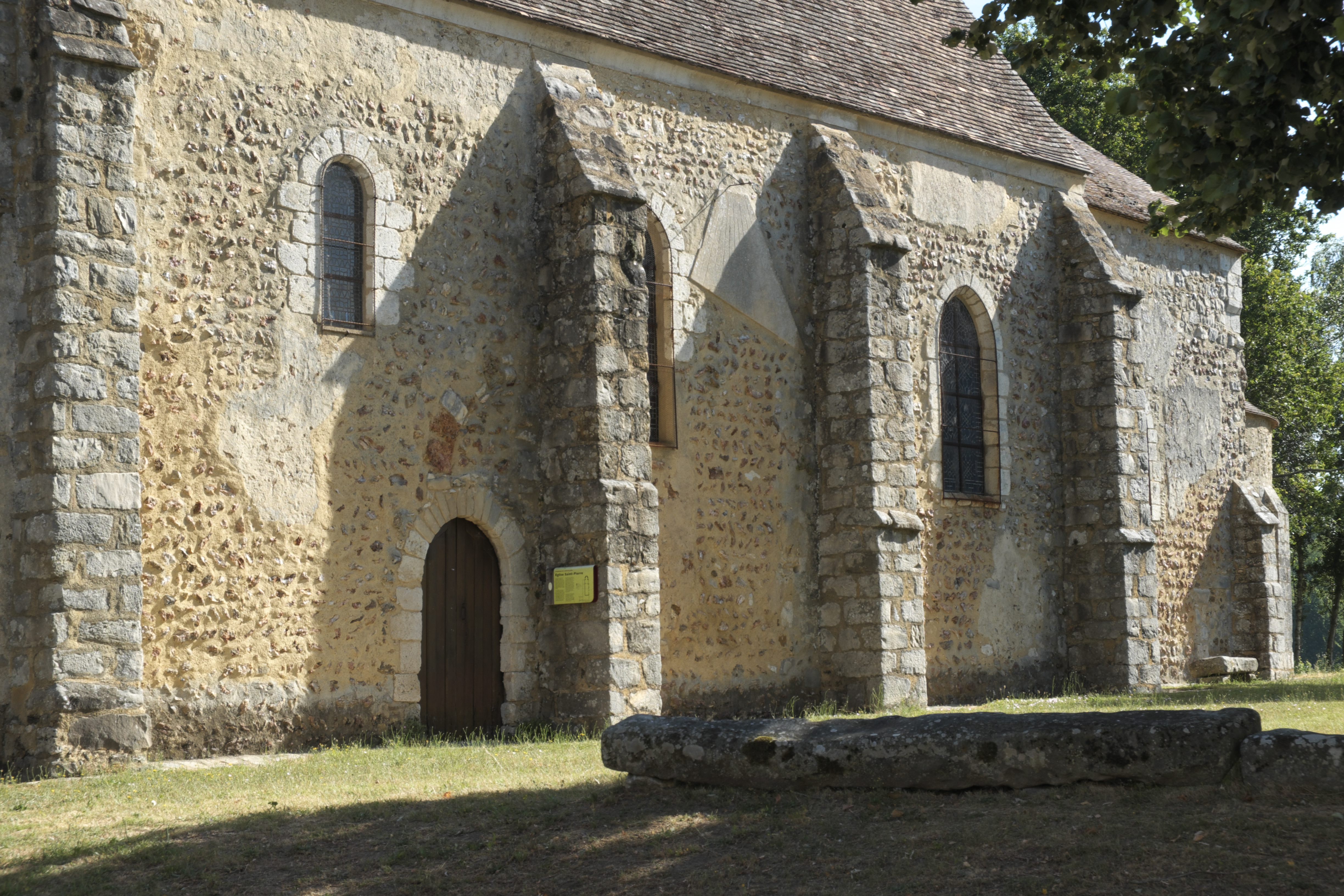
Südseite

Die katholische Pfarrkirche Saint-Pierre in Longvilliers, einer Gemeinde im Département Yvelines in der französischen Region Île-de-France, ist eine ehemalige Prioratskirche, die auf eine Kapelle aus dem 8. Jahrhundert zurückgeht. Die Kirche ist dem Apostel Petrus geweiht. Im Jahr 1950 wurden das Portal und der Glockenturm als Monuments historiques in die Liste der Baudenkmäler in Frankreich aufgenommen.

## Geschichte
Im 7. Jahrhundert gründeten Mönche der Abtei Saint-Pierre des Fossés, eines nicht mehr bestehenden Klosters in Saint-Maur-des-Fossés im Osten von Paris im heutigen Département Val-de-Marne, ein Priorat in Longvilliers, um das sich der Ort entwickelte. Im 8. Jahrhundert wurde hier eine dem Apostel Petrus geweihte Kapelle errichtet, die aus einer kleinen Apsis und einem Kirchenschiff bestand. Dieser Bau bildet den Chor der heutigen Kirche. Im 10. Jahrhundert wurde ein neues Kirchenschiff, das höher, länger und breiter war, errichtet. Damals trennte man die Apsis durch eine Mauer vom restlichen Gebäude ab und nutzte sie als Sakristei, das ursprüngliche Schiff wurde zum Chor der neuen Kirche. Der Innenraum wurde mit einer Holzdecke in Form eines umgekehrten Schiffsrumpfes gedeckt. Zu Beginn des 12. Jahrhunderts ließ Guido I., Graf von Rochefort, nach seiner Rückkehr aus dem Kreuzzug das Kirchenschiff nach Norden vergrößern. Dieser Neubau wurde 1130 geweiht. An der Nordseite wurde vermutlich im 13. Jahrhundert der Glockenturm errichtet, der auch als Wehrturm diente. Nach 1448 wurde die Kirche erneut wiederaufgebaut. Während der Religionskriege im 16. Jahrhundert wurde die Kirche verwüstet und in der Folgezeit dem Verfall preisgegeben. Durch die umfassende Restaurierung in den Jahren 1968 bis 1970 wurde die Kirche wieder instand gesetzt und an der Nordseite die heutige Sakristei angebaut.

## Architektur

### Außenbau

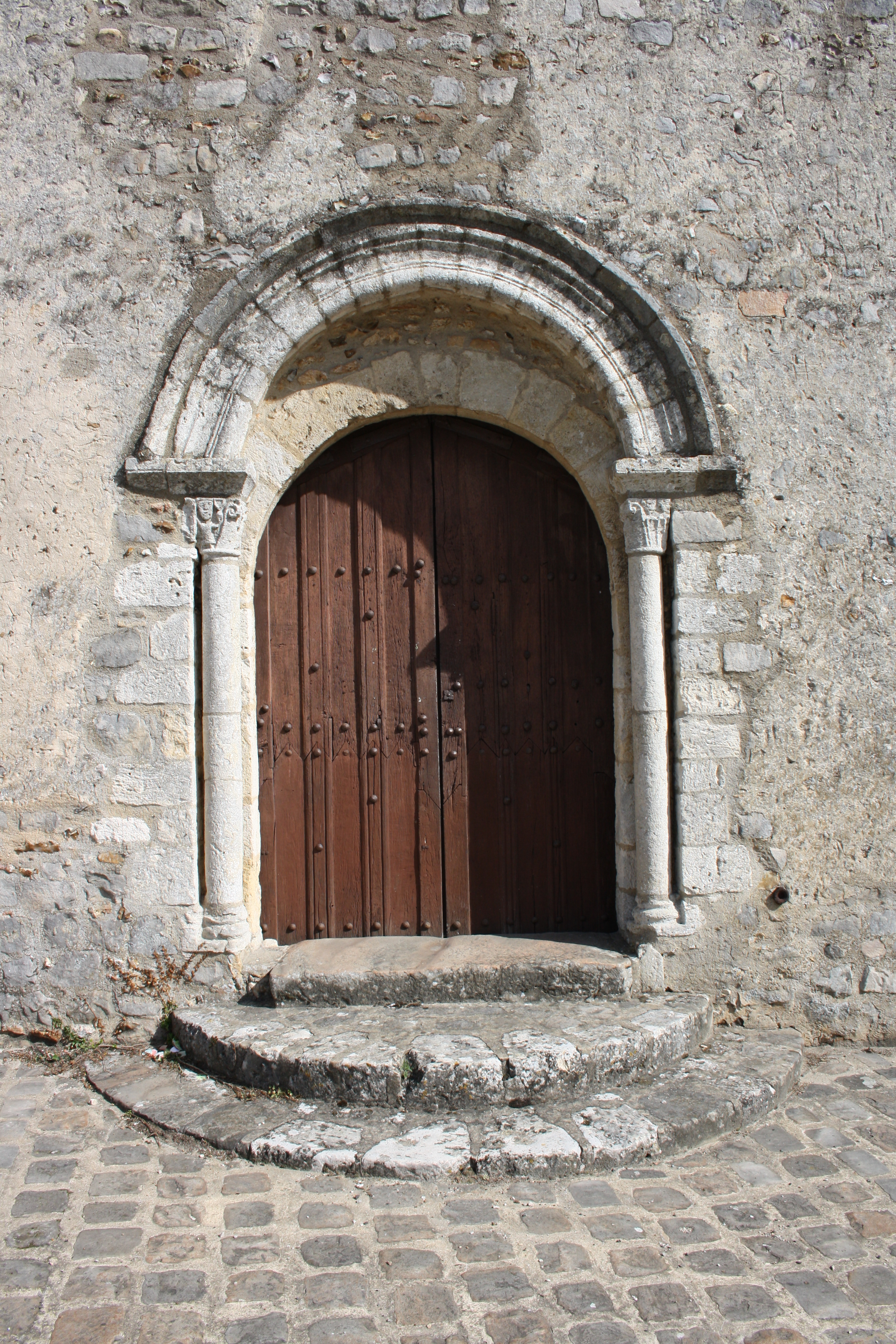
Westportal

Das Langhaus und der Chor werden durch kräftige Strebepfeiler gegliedert. An den Außenmauern ist teilweise noch Mauerwerk mit Fischgrätmuster zu erkennen. Der viergeschossige Glockenturm steht an der Nordseite der Westfassade. Er wird an den Ecken von massiven Strebepfeilern verstärkt und ist mit einem Walmdach gedeckt. Das Glockengeschoss ist auf allen vier Seiten von gekuppelten, rundbogigen Klangarkaden durchbrochen.
In den Giebel der ansonsten schmucklosen Westfassade sind zwei Rundbogenfenster eingeschnitten. Das Westportal wird ins 12. Jahrhundert datiert. Es ist von Archivolten umgeben und wird von zwei Säulen gerahmt, die mit Volutenkapitellen verziert sind. Auf dem linken Kapitell ist eine Figur mit erhobenen Armen dargestellt, auf dem rechten Kapitell sind Fratzen zu erkennen.

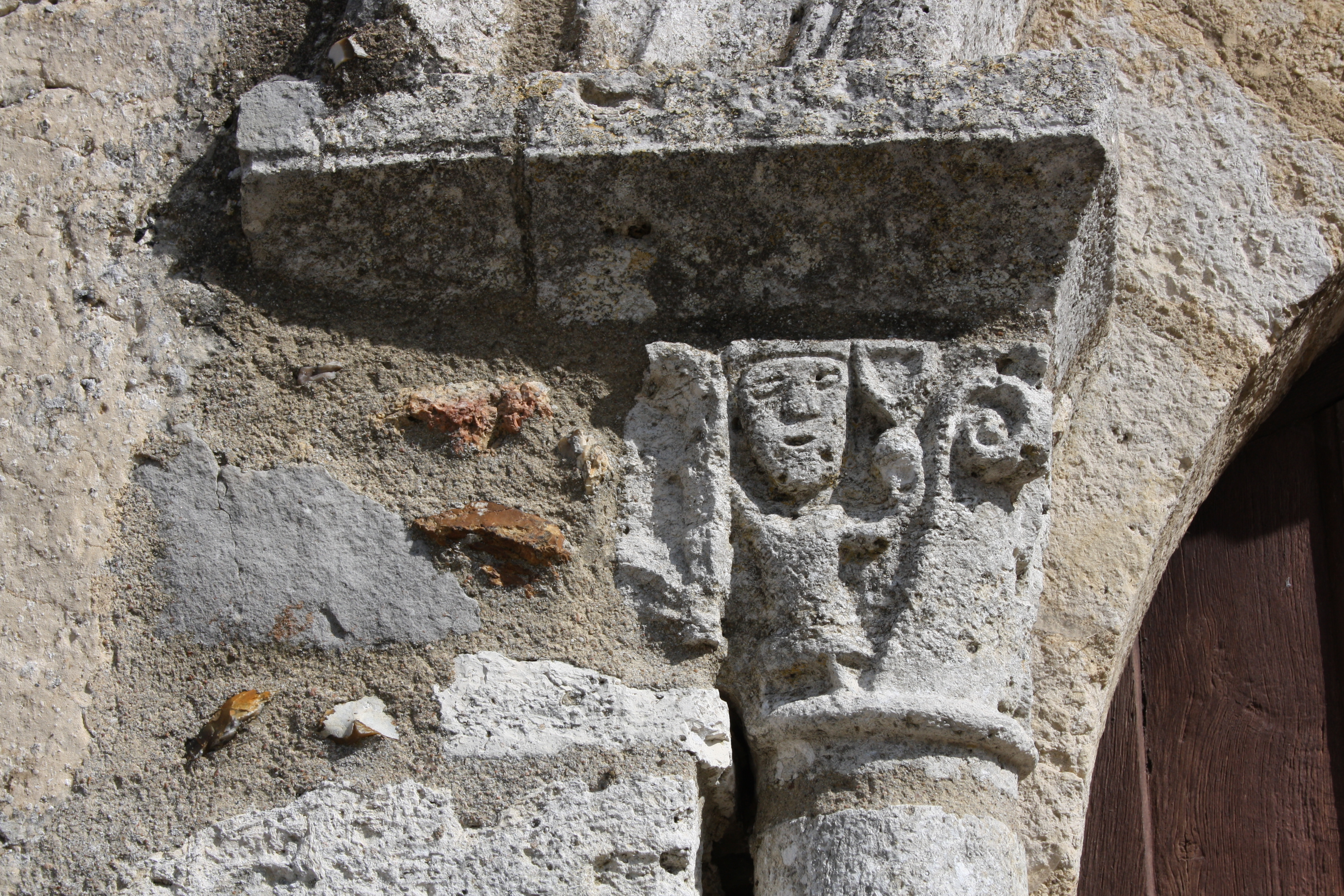
Kapitell am Westportal
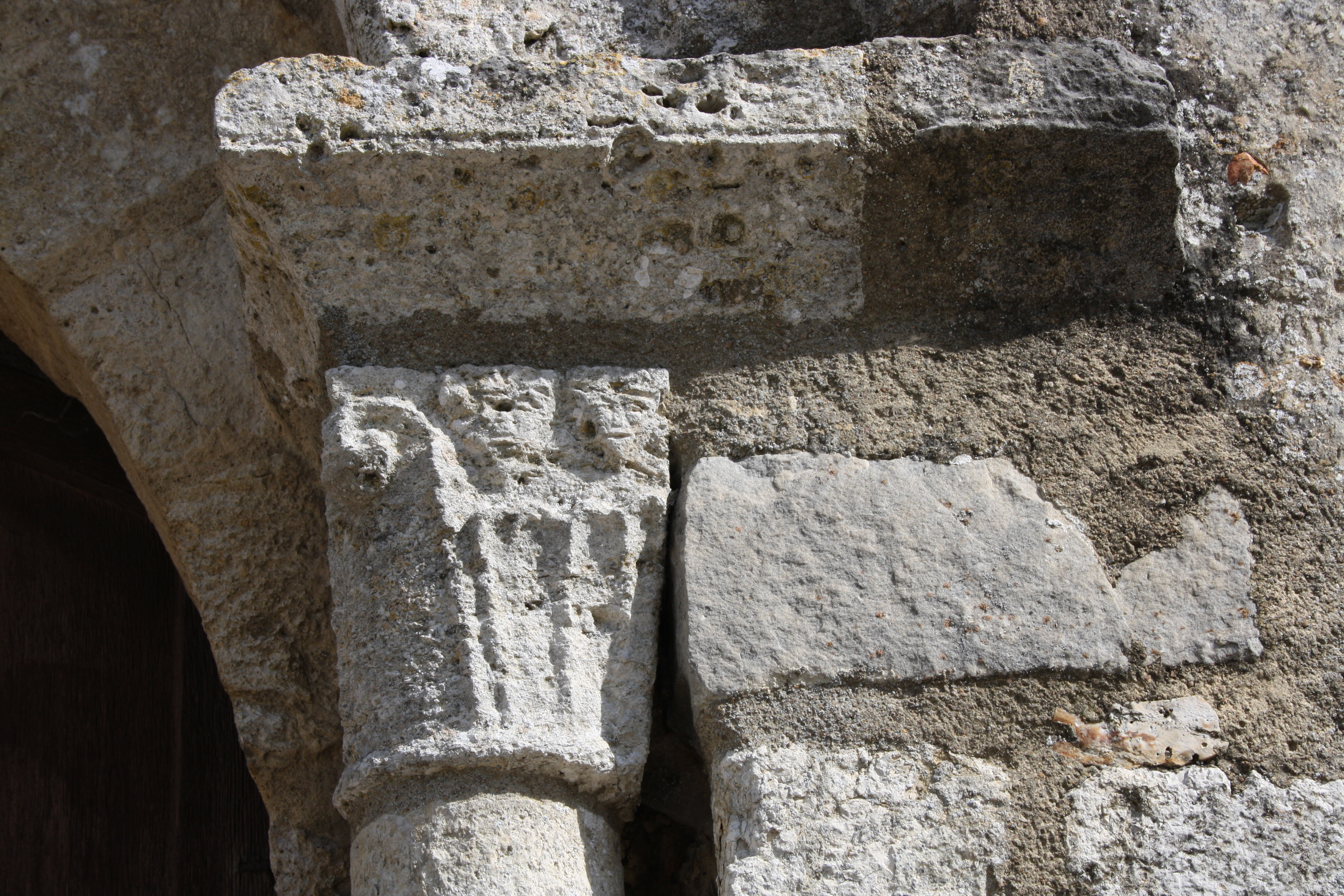
Kapitell am Westportal

### Innenraum

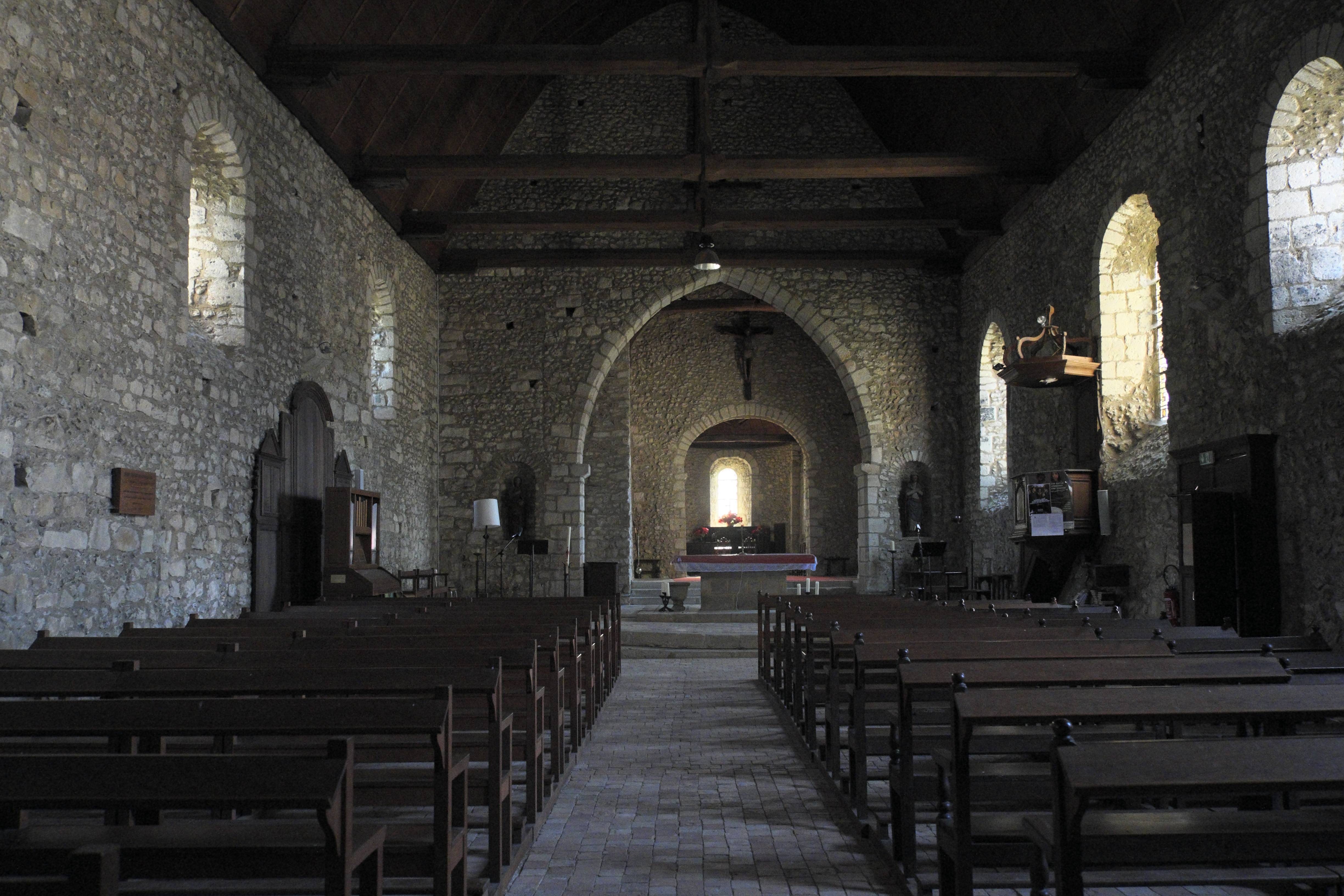
Innenraum

Das einschiffige Langhaus und der Chor werden durch schmale Rundbogenfenster beleuchtet. Im Erdgeschoss des Turmes sind noch Reste des ursprünglichen Kreuzrippengewölbes und eine mit dem Gesicht eines bärtigen Mannes verzierte Konsole erhalten.

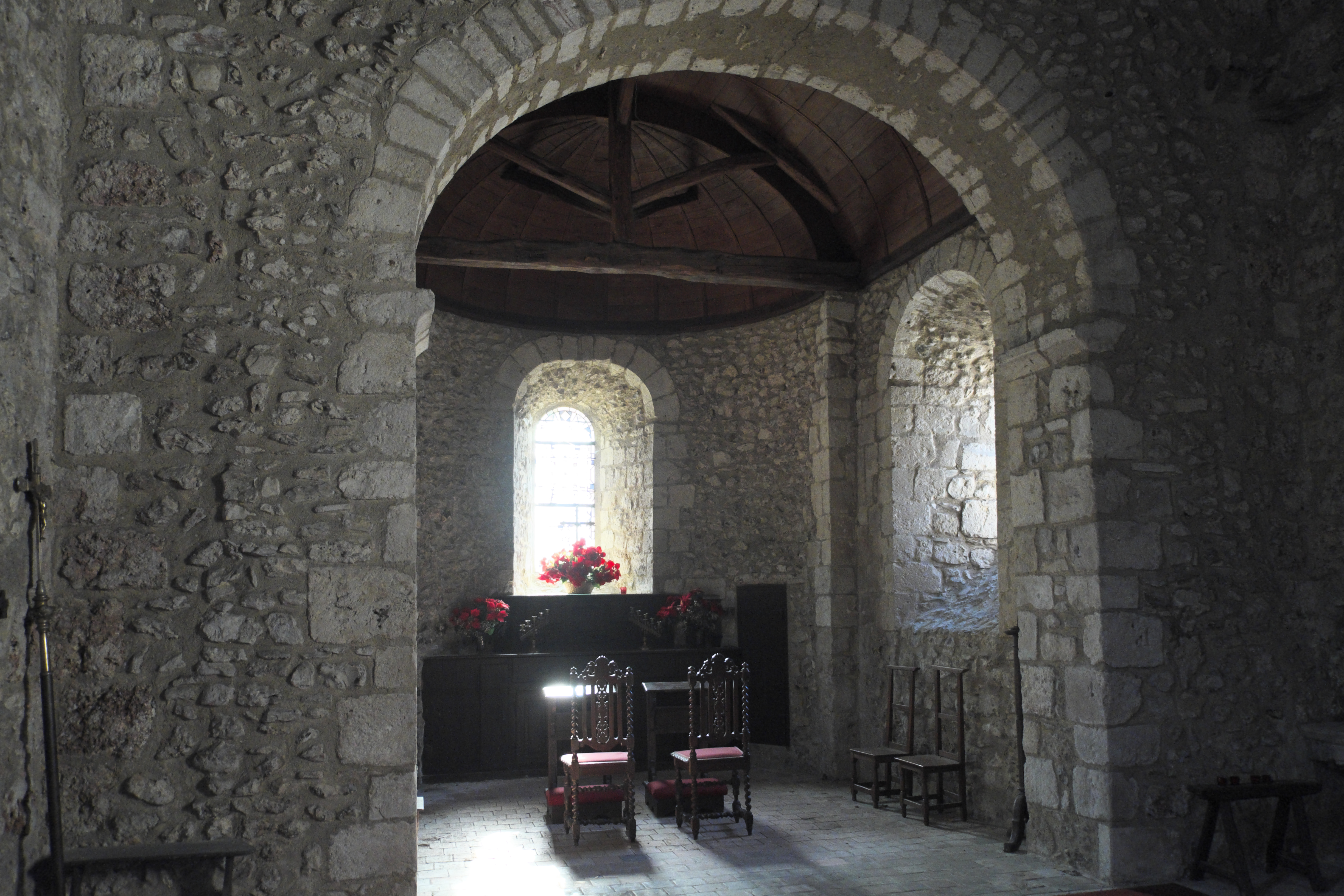
Apsis
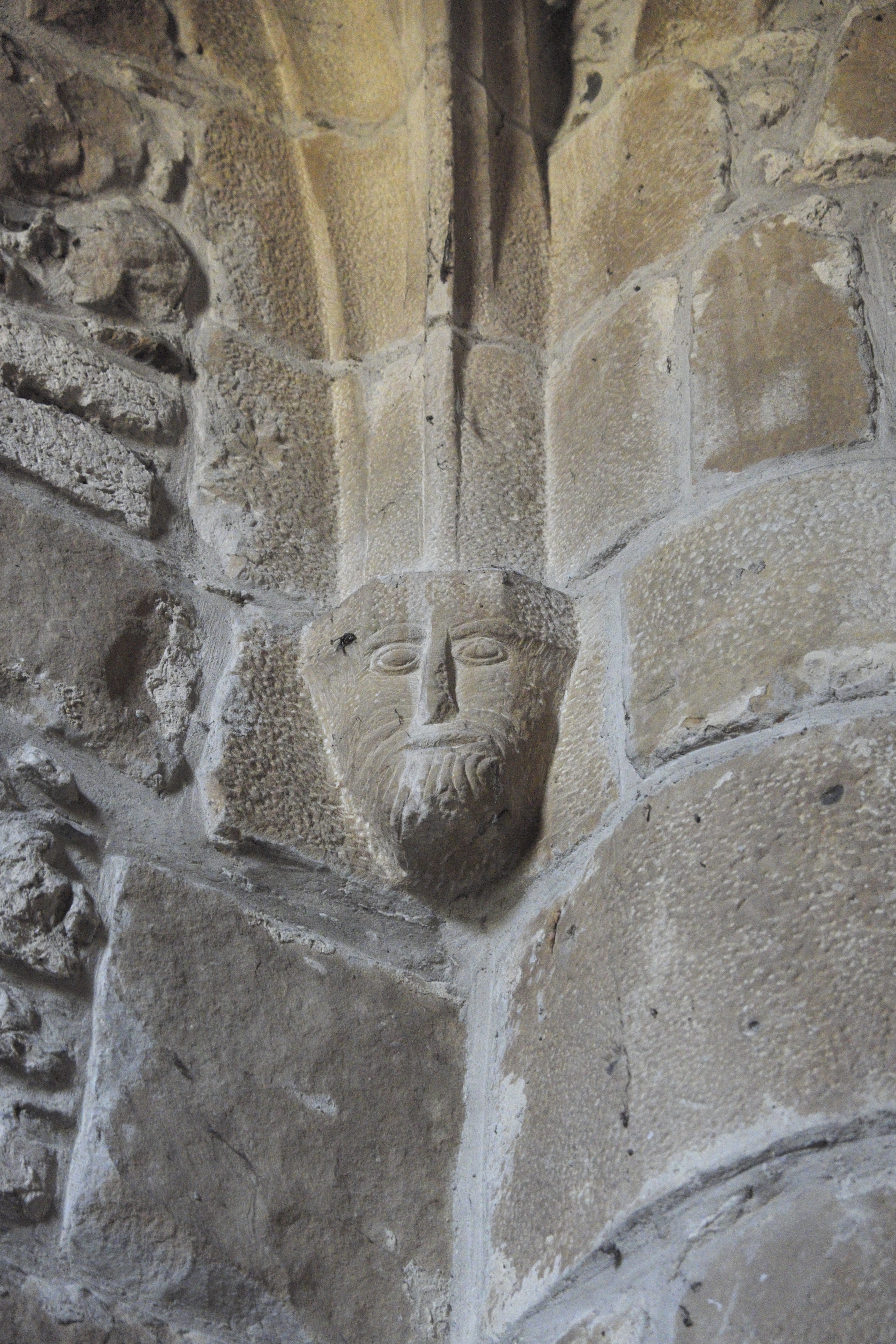
Konsole

## Ausstattung
- Die farbig gefasste Skulpturengruppe der Unterweisung Mariens wird in die erste Hälfte des 16. Jahrhunderts datiert.[2]
- Beim Westportal steht ein steinernes Weihwasserbecken.

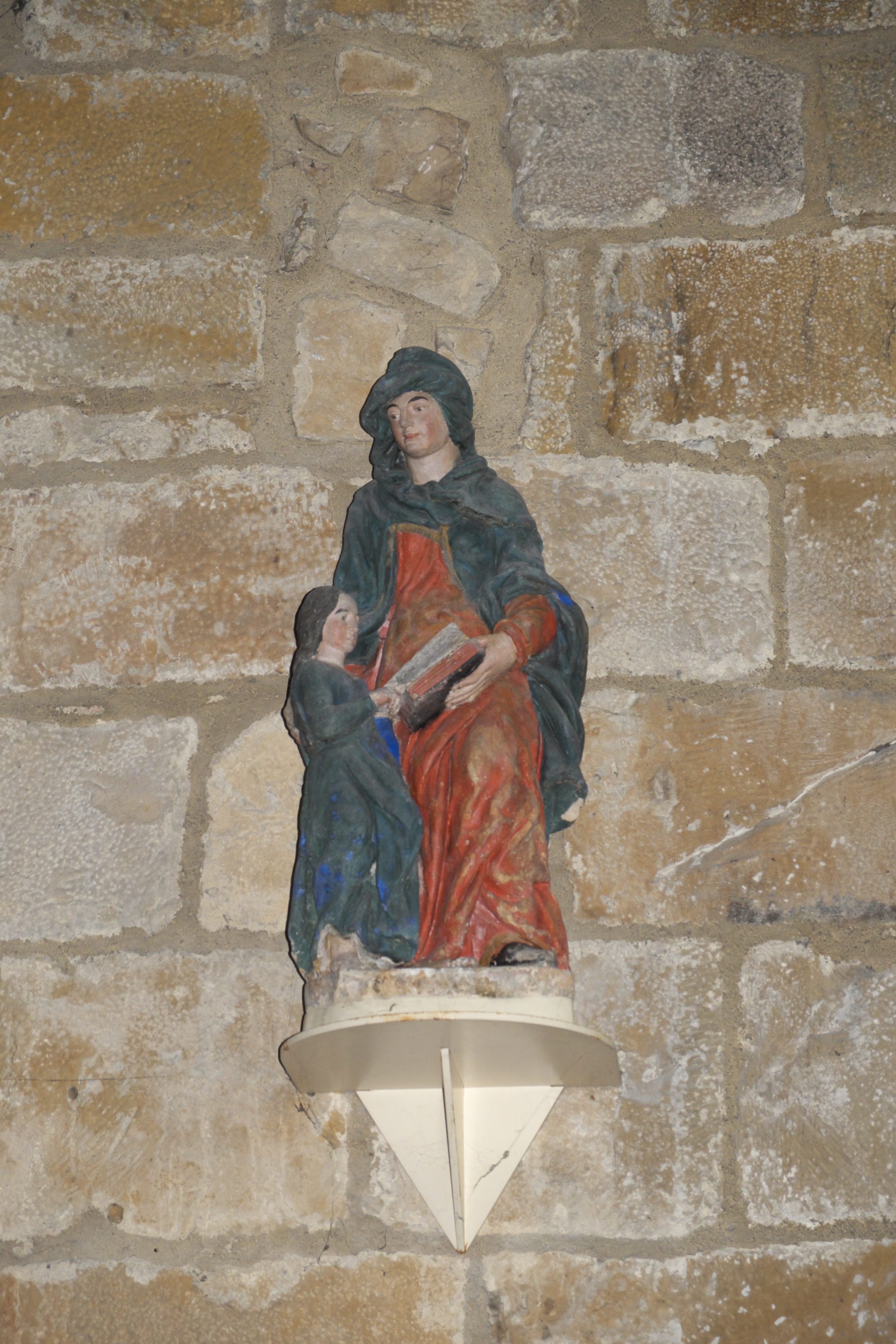
Unterweisung Mariens
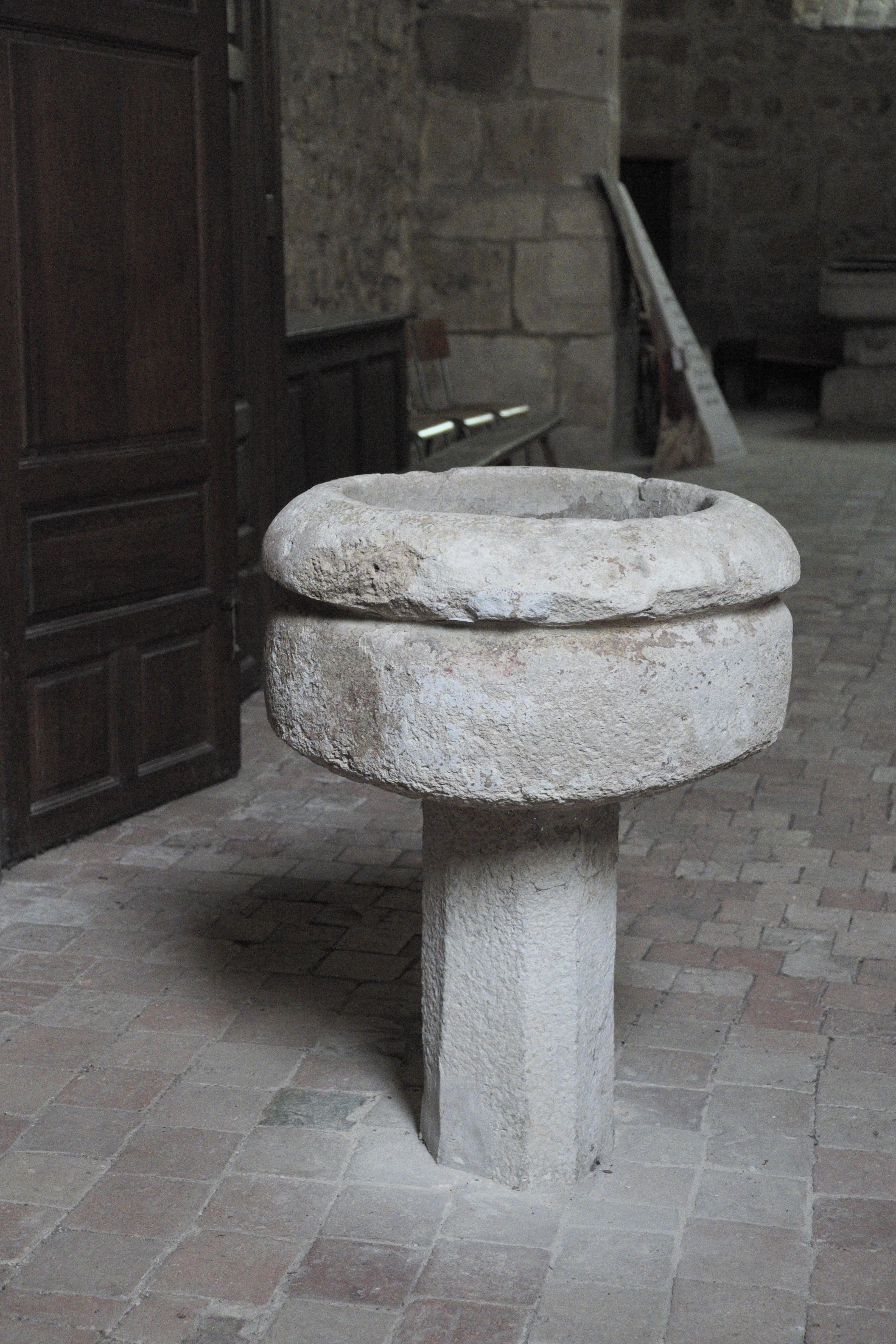
Weihwasserbecken